# Slanobýl obecný

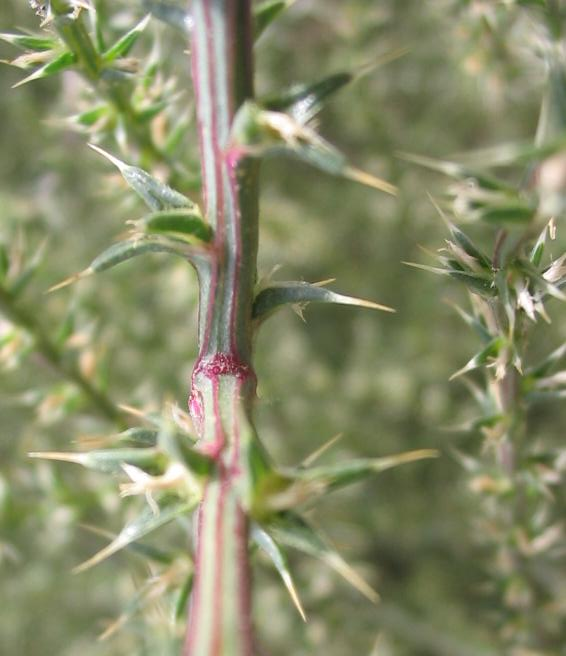
Lodyha s listy

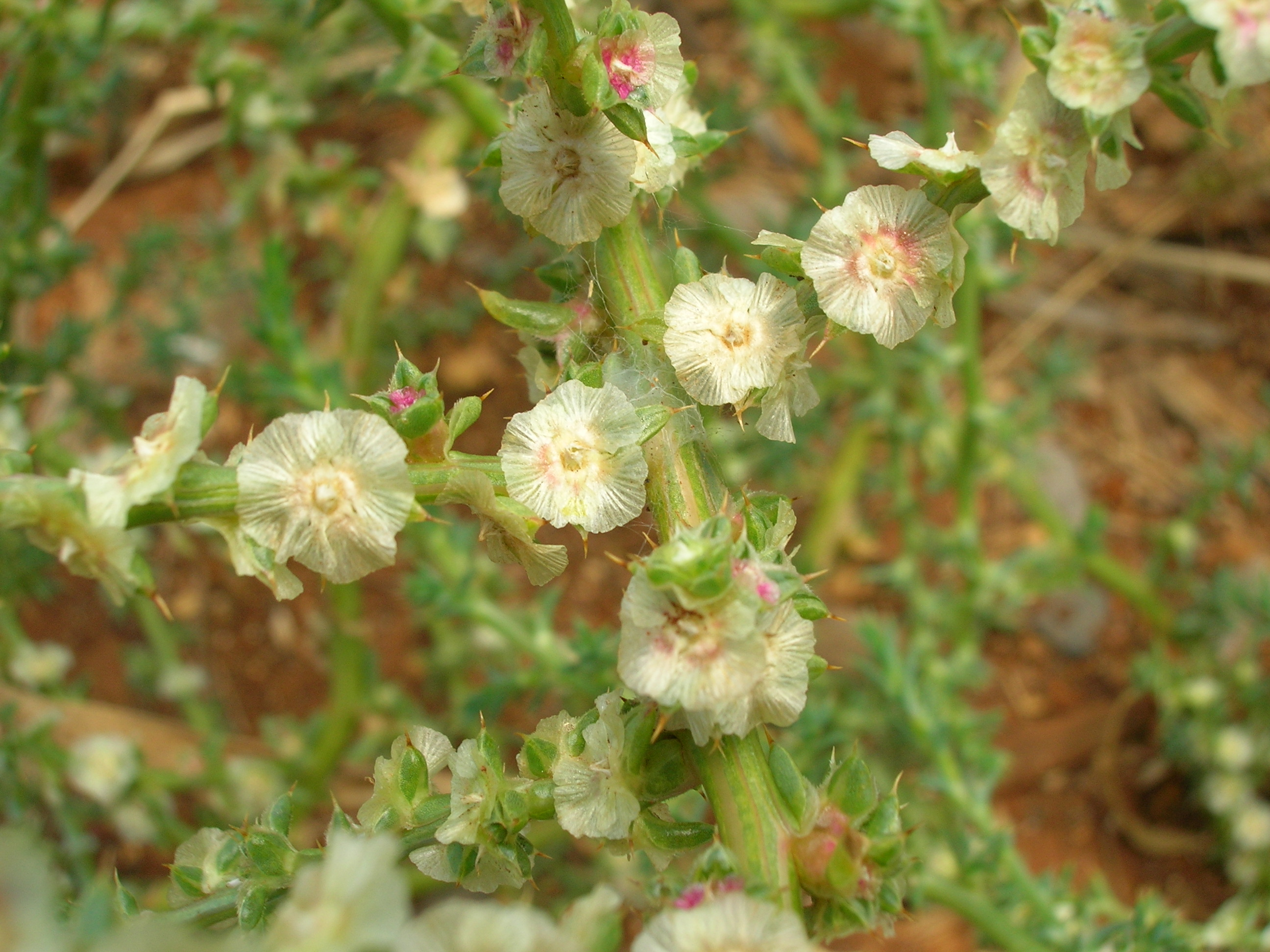
Rostlina s květy

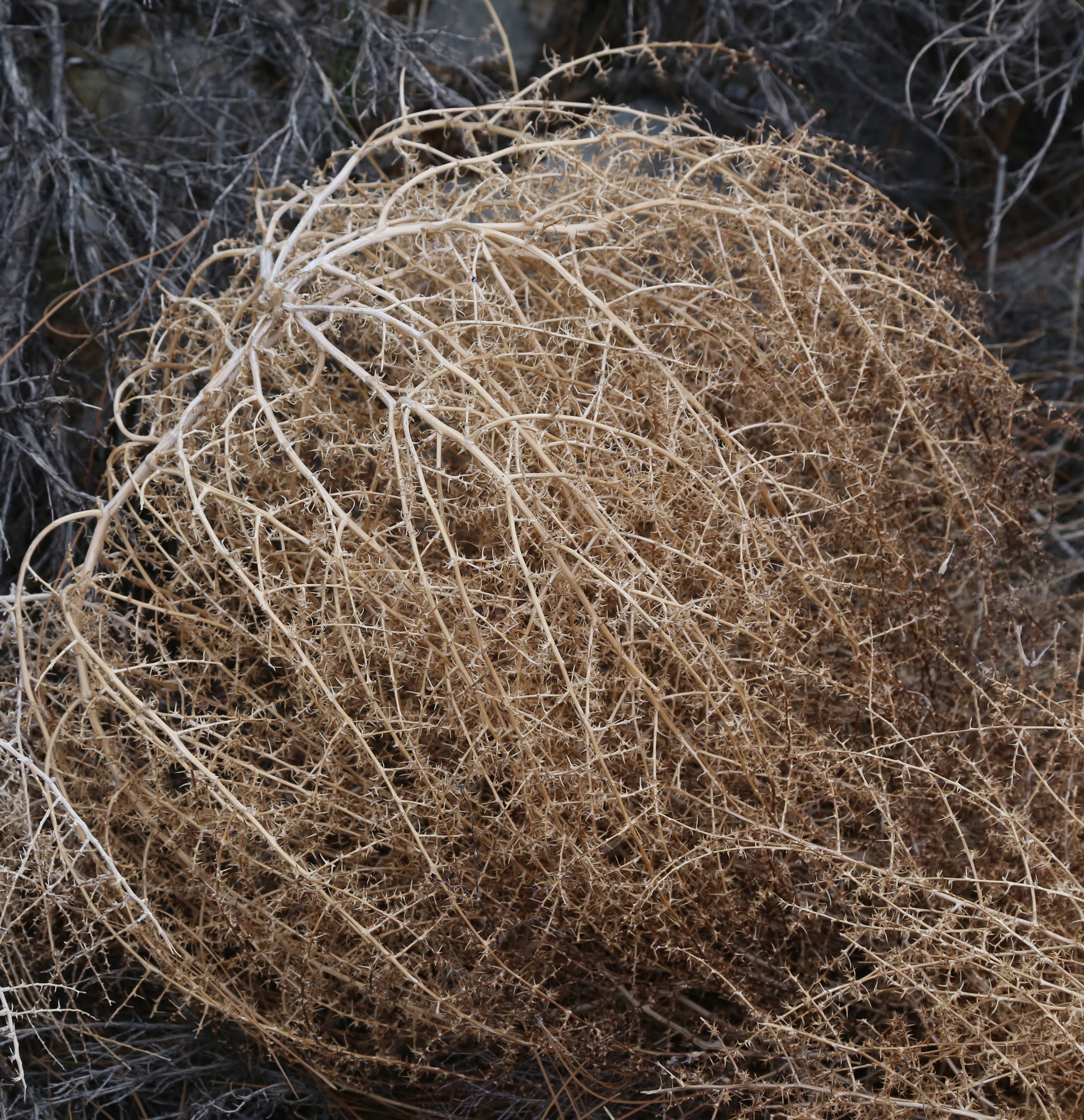
Suchá rostlina – stepní běžec

Slanobýl obecný (Salsola tragus) je asi půl metru vysoká, pichlavá, široce kompaktní, jednoletá bylina rostoucí na suchých, zasolených půdách. V české přírodě je původní druh, jeho stanoviště na kterých vyrůstá však postupně mizí a početní stavy kvetoucích rostlin se stále snižují. Byl proto v „Červeném seznamu cévnatých rostlin České republiky“ z roku 2017 zařazen mezi silně ohrožené druhy (C2t). V minulosti byl tento druh někdy popisován coby poddruh slanobýlu draselného jako (Salsola kali subsp. rosacea), později jako slanobýl ruský (Salsola australis). Salsola tragus je extrémně polymorfní druh a jeho mnohé morfologické varianty mají jen malou nebo žádnou taxonomickou hodnotou.

## Rozšíření
Původní areál slanobýlu obecného (který pravděpodobně vznikl ve stepích od Středozemního moře po Ural) se rozkládá z jižní, střední a východní Evropy přes Sibiř, Kavkaz, Střední Asii až po severní Čínu a Korejský poloostrov, včetně jižní odbočky zabíhající do jihozápadní Asie a na sever Indického subkontinentu. Druhotně se rozšířil do severní Evropy, na území s teplejším klimatem. Mimo evropský kontinent byl při migraci zavlečen novými osadníky do Severní Ameriky, konkrétně do Spojených států amerických, Kanady a Mexika, jakož i do míst s mírným klimatem v Jižní Americe do Chile a Argentiny). Dostal se jako nepůvodní druh také do velké části jihovýchodní Asie, do Austrálii, na Nový Zéland i do Japonska, jakož i na Havajské ostrovy v Pacifiku.
V České republice se vyskytuje převážně v nížinách, občas až v pahorkatinách. Vyskytuje se především ve středních, severozápadních a východních Čechách a na jižní Moravě, kde se je také znám jako nepříliš obtížný plevel na obdělávaných polích.

## Ekologie
Tato rostlina je poměrně teplomilná, je terofyt, psamofyt a fakultativní halofyt. Je velmi dobře přizpůsobivá nepříznivým podmínkám a roste na široké škále stanovišť, která jsou dobře odvodněná a mohou být alkalická i silně zasolená. Roste na písčinách, rumištích, výsypkách, podél železničních tratí i vedle cest ošetřovaných v zimě chemickým posypem. Vyskytuje se v krátkodobě zaplavovaných místech a v korytech sezónních řek. V přímořských oblastech roste i na píscích v blízkosti toků s brakickou vodou a snáší i krátkodobé zaplavování slanou vodou. Nejlépe vyhovuje osluněné stanoviště s kyprým, nezpevněným povrchem a bez konkurence jiných druhů rostlin, které vadí hlavně v počátku růstu. Potřebuje dostatek vláhy pro vyklíčení semen, později již na dostatek vody není tolik náročná, má bohatý kořenový systém sahající často do hloubky i přes 2 m.
Kvete za plného létá, obvykle v červenci a srpnu. Rostlina má hodně květů které nakvétají postupně a po dlouhou dobu, obvykle ve spodní části již téměř dozrávají plody a na vrcholu rostliny poslední květy teprve rozkvétají. Počet chromozomů 2n = 36, stupeň ploidie x = 4.

## Popis
Slanobýl obecný je nevysoká bylina dorůstající obvykle do 50 cm a výjimečně až 100 cm, která může být lysá nebo chlupatá, případně i bradavčitá. V silně slaném prostředí bývají rostliny nižší. Lodyha je přímá nebo krátce vystoupavá, podélně žebrovatá, obvykle červeně pruhovaná a v době zrání semen již dřevnatí. Většinou je od báze hustě větvená, odbočné větve mohou být vzpřímené, obloukovité nebo převislé. Porůstá přisedlými, střídavými, jednoduchými listy, jejich celistvé skleromorfní čepele jsou čárkovitě šídlovité, poměrně tuhé, bývají dlouhé 1 až 4 cm a široké okolo 1 mm. Listy mají pevnou střední žilkou na konci zakončenou ostrou špičkou asi 2 mm dlouhou, která později ztvrdne a píchá.
Květy jsou bělavé až nazelenalé, oboupohlavné a velké průměrně 7 mm, vyrůstají většinou po jednom z úžlabí listů, méně často v koncovém lichoklasu. Každý květ má dva listence, jež jsou tuhé, trojhranné, ostnité a delší než okvětí. Pět okvětních lístků, velkých 2 až 5 mm, je vejčitých, na vrcholu zašpičatělých, blanitých, vytrvalých, dva vnitřní jsou mnohem menší než tři vnější, jejich vrchol je tupý až okrouhlý a všechny mají zvětšující se přívěsky. V květu je pět vyniklých tyčinek s prašníky a svrchní dvoudílný semeník se dvěma bliznami. Květy neprodukují nektar, rostlina je větrosnubná.
Plody jsou téměř kulaté, kožovité nažky (semena), velké 1,5 až 2,5 mm, tmavě hnědé či černé s vystupujícím zelenavým, spirálně stočeným klíčkem. Jsou částečně kryté v trvalých, za plodu zvětšených pergamenovitých lístcích okvětí, širokých 6 až 10 mm, které jsou rozevřené a s přívěsky vytvářejí dostatečně velkou plochu, (křídlo), aby je vítr mohl odvát. Na každé rostlině se však vyskytují současně i semena bez těchto křídel.

## Rozmnožování
Rostlina každoročně vyprodukuje mnoho semen, ty nejmohutnější až 200 000. Často se celá suchá rostlina ve tvaru koule, ještě před opadem asi tří čtvrtin zralých semen, za silného větru odlomí v úrovni země a je větrnými poryvy vláčená po volném okolí a během toho semena vypadávají. Semena jsou také roznášena drobnými hlodavci a ptáky, pro které jsou vítanou zimní potravou.
Semena klíčí z povrchu půdy i z hloubky do 5 cm v širokém teplotním rozmezí, za optimální je považována v rozsahu 11 až 20 °C. Obvykle ve středoevropských podmínkách klíčí hromadně až pozdě na jaře, kdy je půda dostatečně teplá. Semena mají tenké osemení a v půdě velmi rychle ztrácejí klíčivost, bývá nejvýše dva roky. Po vyklíčení má semenáč dva kulaté děložní lístky, které jsou asi 1 cm velké. Stejně kulaté listy mají i mladé rostliny a jsou proto často mylně považované za jinou rostlinu. Teprve později začínají na větvící se lodyze vyrůstat podlouhlé, ke špičce se zužující listy. Pokud se v době dozrávání semen vyskytne deštivé, vlhké počasí, počínají klíčit zralá semena ještě na rostlině.

## Význam
Je bylinou zaplevelující téměř všechny kultury, obilí, okopaniny, kukuřicí, slunečnici, vinice i vytrvalé pícniny. Patří k typicky strniskovým rostlinám, s maximálním rozvojem v druhé polovině léta, kdy svými mohutnými kořeny silně vysouší půdu a škodí tak okolním plodinám. V evropských podmínkách není považován za příliš nebezpečný plevel; jeho intenzivnější výskyt oslabuje poměrně krátká doba životnosti semen a bývá spolehlivě ničen hlubokou orbou s následným výsevem vytrvalé pícniny.
V suchých oblastech Afriky slouží slanobýl obecný, v době než začne usychat a jeho listy tvrdnout, jako vítána potrava pro hospodářská zvířat. Je po stránce výživnosti srovnatelný s mnoha pěstovanými pícninami. Mladé, měkké byliny lze požít i do siláže, kde mají obdobnou výživnou hodnotu jako kukuřice. Dozrávající rostliny jsou již pro krmení nevhodné, svými bodci na koncích suchých listů mohou způsobit zvířatům zánět ústní dutiny. V Severní Americe, kde se poprvé objevily roku 1873 v Jižní Dakotě, našly příznivé poměry k životu i rozmnožování a staly se v tamních rozlehlých oblastech velmi obtížným plevelem.